# Pałac w Duchnicach
Pałac w Duchnicach powstał według projektu Stanisława Kierbedzia w 1867.
Pałac znajduje się we wsi Duchnice, w gminie Ożarów Mazowiecki w powiecie warszawskim zachodnim województwa mazowieckiego.

## Historia
Pierwszym właścicielem był Jan Henryk Klawe. Kolejnymi właścicielami pałacu była rodzina Derszów. W 1935 pałac stał się własnością Marii Dunajewskiej z domu Gałczyńskiej.
Od 1948 właścicielką była Jadwiga Modrzejewska z domu Gałczyńska. W 2006, po jej śmierci, pałac stał się własnością jej bratanic: Marii (zmarłej w 2021) i Doroty (zmarłej w 2016) Gałczyńskich.
W pałacu w Duchnicach spędził ostatnie lata swojego życia Antoni Szymborski.

## Architektura
Wybudowany został jako neorenesansowa willa w stylu włoskim. Pałac składa się z dwóch budynków prostopadłych do siebie. Budynek dwupiętrowy usytuowany od wschodu posiada dwa występy zakończone na wysokości piętra tarasami. Centralnie na poziomie parteru umieszczone są schody do ogrodu. Budynek jednopiętrowy zakończony jest od zachodu wieżą z chorągiewką zawierającą datę obiektu. Do tego budynku od strony północnej prowadzą schody zakończone gankiem z dwiema kolumnami zwieńczonym trójkątnym szczytem. Obiekt jest wybudowany z cegły, otynkowany i podpiwniczony. W budynku zachowały się kominki i piece kaflowe. W wyniku remontów na przestrzeni lat pałac utracił wiele ze swoich pierwotnych stylowych elementów.

## Park
Z przypałacowego parku pozostała Aleja Lipowa będąca Pomnikiem Przyrody. Ma ona powierzchnię ok. 30 arów.
Wokół pałacu pozostały resztki parku krajobrazowego. Zachowały się w nim pomnikowe drzewa. Jednym z nich jest dąb szypułkowy mający w pierśnicy (130 cm nad ziemią) – 525 cm obwodu. Dąb otrzymał w 2016 imię Antoni na cześć Antoniego Szymborskiego.